# Blida (distrito)
Blida é um distrito localizado na província de Blida, Argélia, e cuja capital é a cidade de mesmo nome, Blida, que também é a capital da província. É o distrito mais populoso da província.[carece de fontes?]

## Municípios
O distrito está dividido em dois municípios:
- Blida
- Bouarfa